# Любятово (Псков)
Любятово — пригородный микрорайон города Псков, до 2 июля 1958 года — посёлок, известный с XVI века. Расположен к востоку от центра Пскова, на левом берегу реки Пскова. Входит в 17-й микрорайон города. Железнодорожная станция Любятово.

## История
Здесь находится церковь Николая Чудотворца бывшего Любятовского монастыря, уцелевшие части которой относятся к XVI веку, но в основном сильно перестроена в последующие века.
В Любятовском монастыре останавливался на ночлег царь Иван Грозный, прибывший с войском под Псков в феврале 1570 года после усмирения непокорного Новгорода: монахи зазвонили в колокола и, таким образом, спасли город от участи разграбления. В память о своем пребывании в Любятовском монастыре Иван Грозный оставил здесь икону Спасителя.
2 июля 1958 года посёлок Любятово по решению горисполкома был включён в состав города Псков.
Главная дорога — улица Николая Васильева — называлась до 14 апреля 1965 года Любятовским шоссе. Однако сохранились Любятовская улица, одноимённые набережная, переулок и проезд, названные так в 1958 году. С центром города связан автобусным маршрутом № 14, а также маршрутным такси № 14Т.

Любятово находится на левом берегу р. Псковы, в 5 верстах от города. Дорога песчаная, а потому в сухую и жаркую пору не особенно приятная. Слева вьется лентою Пскова-река, текущая между зелеными берегами. За Петровским посадом открывается красивый вид на Псковский Троицкий собор, величаво рисующийся на небосклоне. Далее дорога идет мимо прекрасного имения „Березки“, принадлежащего барону Н. Н. Медему. За Березками, сквозь зелёную листву, начинают выглядывать синие, покрытые золотыми звездами главы Любятовской Никольской церкви.
— Окулич-Казарин Н. Ф. «Спутник по древнему Пскову», 1913 г.
По одной из версий происхождение топонима «Любятово», вероятно, от фамилии одного из владельцев земли, где сегодня располагается микрорайон Любятово.
Кроме того, существует красивая легенда, согласно которой некое знатное лицо владело здесь теремом. В него владелец и привез псковитянку, понравившуюся ему. Приглашая её внутрь терема, он произнес слова: «Любя тебя, все сделаю для счастья».

## Население
Численность населения Любятово составляет около 5,3 тысяч человек (2011).

## Экономика
Расположена крекерная фабрика ОАО «Юнайтед Бейкерс — Псков», ранее известная как ОАО «Любятово», которая была запущена в эксплуатацию в 2003 году. В июне 2012 года ОАО «Юнайтед Бейкерс — Псков» сменила организационно-правовую форму на общество с ограниченной ответственностью.